# Adam i Ewa w rajskim ogrodzie (obraz Wenzela Petera)
Adam i Ewa w rajskim ogrodzie (wł. Adamo ed Eva nel Paradiso Terrestre) – obraz olejny autorstwa austriackiego malarza Wenzela Petera z końca XVIII w., znajdujący się w Pinakotece Watykańskiej.

## Historia i opis
Wenzel Peter był autorem 162 różnych fresków przedstawiających zwierzęta w willi Borghese, które powstały w latach 1776–1777 na zamówienie księcia Marcantonia Borghese. Gdy zmarł w Rzymie w grudniu 1829 roku, jego córka Marianna zwróciła się z prośbą do papieża Grzegorza XVI, by ten zakupił pozostałe po ojcu płótna, składowane w jego pracowni. Papież zakupił jedenaście obrazów, wśród nich duże dzieło – Adama i Ewę w rajskim ogrodzie. Obraz został zamówiony za życia malarza przez brytyjskiego arystokratę, Lorda Bristolu. W Watykanie należał do wyposażenia prywatnej biblioteki papieża w Pałacu Apostolskim. Po oddaniu nowej siedziby, trafił do Pinakoteki (nr MV.41266.0.0).
Przedstawiając biblijnych Adama i Ewę pośrodku Edenu Peter skupił wokół nich ponad dwieście zwierząt. Namalował je z pieczołowitością. Pejzaż ma wymiary 247 × 336 cm (w ramie 272 x 362 cm). Jest to obraz olejny na płótnie. Nie jest znana dokładna data powstania dzieła.
W Pinakotece Watykańskiej dzieło Petera prezentowane jest w sali XVI.

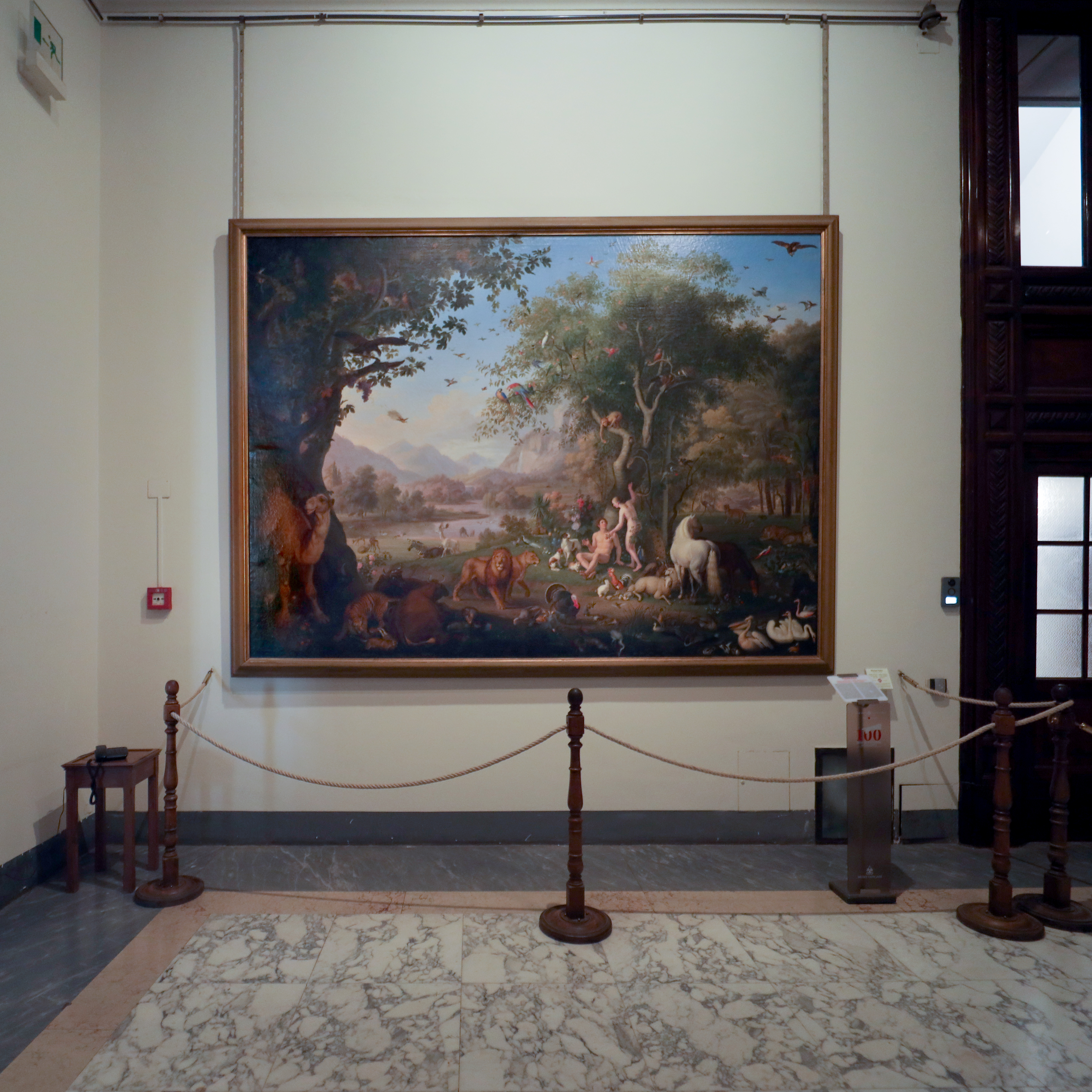
obraz prezentowany w Pinakotece
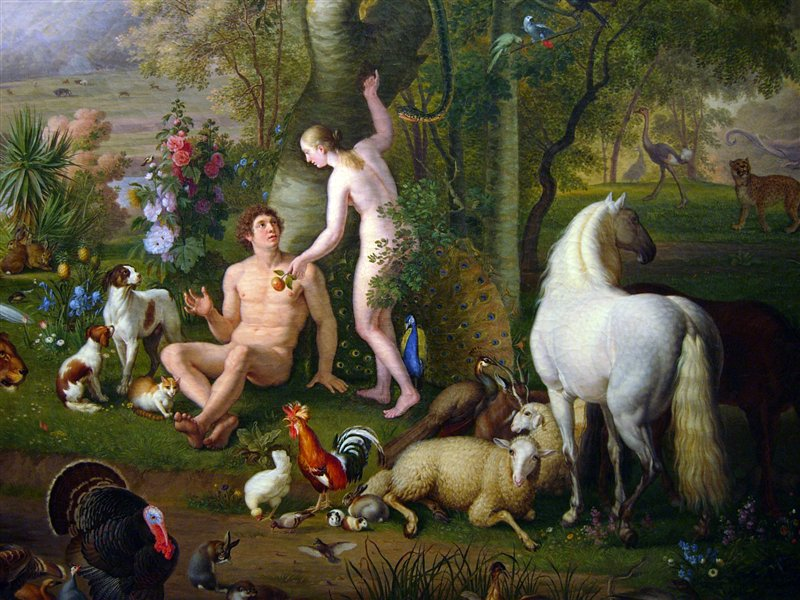
fragment obrazu